# Émile Ginas
Émile Jean Ginas (Grenoble, 19 mars 1892 - Boulogne-Billancourt, 3 novembre 1975), est un militaire français, Compagnon de la Libération par décret du 17 novembre 1945.
Sous-officier d'artillerie, il débute la Première Guerre mondiale dans cette arme avant de basculer dans l'aviation. Il poursuit sa carrière d'aviateur entre les deux guerres avant de prendre le commandement d'une école de chasse à la veille de la Seconde Guerre mondiale. Mis à la retraite par le régime de Vichy, il entre en résistance et se fait capturer et torturer par la Gestapo.
Il est membre de l'Assemblée consultative provisoire à Paris. Promu général à la fin de la guerre, il consacre les dernières années de sa vie au devoir de mémoire envers les anciens résistants.

## Biographie

### Jeunesse et engagement
Émile Ginas naît le 19 mars 1892 à Grenoble, en Isère, d'un père entrepreneur de travaux publics. Dès ses 18 ans, il s'engage dans l'armée et est incorporé le 26 mars 1910 au 23e régiment d'artillerie,. Il est promu brigadier en février 1911 puis maréchal des logis en septembre suivant avant d'être muté au 5e régiment d'artillerie en mai 1914 puis au 114e régiment d'artillerie lourde (144e RAL) en juillet de la même année.

### Première Guerre mondiale
Il passe la première année de la guerre dans les rangs du 114e RAL avant d'être muté au 113e régiment d'artillerie lourde le 1er novembre 1915,. Promu adjudant le 5 octobre 1916, il entre à l'école d'artillerie de Fontainebleau en février 1917 puis retrouve le 114e RAL en mai en étant promu sous-lieutenant à titre provisoire.
Le 23 juillet 1917, il entre dans l'aéronautique en étant affecté au 2e groupe d'aviation en tant qu'observateur en avion,. Réalisant de nombreuses missions de reconnaissance et de photographie, il termine la guerre en ayant été cité une fois à l'ordre de la 2e armée, une fois à l'ordre du 14e corps d'armée et deux fois à l'ordre de la 38e division.

### Entre-deux-guerres
Promu lieutenant le 1er mai 1919, il est affecté à l'armée du Levant en novembre suivant et embarque pour Beyrouth en janvier 1920. Il y commande la section photographique de l'aéronautique jusqu'en septembre 1921, date à laquelle il est muté au 33e régiment d'aviation avec lequel il participe notamment à l'occupation de la Rhénanie et dont il commande la 2e escadrille en 1926 et la 1re escadrille en 1929,. Il sert au 31e régiment d'aviation d'observation de mai 1930 à juin 1932, puis au 32e régiment d'aviation sur la base aérienne de Dijon,.
Le 1er janvier 1937, il est muté à la 52e escadre à Nancy et occupe la fonction d'adjoint au commandant du 1er groupe avant de commander lui-même ce dernier par intérim. Promu commandant le 24 juin 1938, il est affecté en avril 1939 à l'école de pilotage de Romilly. En août 1939, au vu de la dégradation de la situation internationale et la base de Romilly se trouvant dans la zone des armées, l'état-major décide de transférer les activités école dans des bases de zone intérieure. Le commandant Ginas est donc transféré sur la base d'Étampes et reçoit le commandant de l'école de chasse en septembre 1939,.

### Seconde Guerre mondiale
Émilie Ginas commande l'école de chasse pendant tous les premiers mois de la guerre, dirigeant la formation d'hommes qui iront se battre contre la Luftwaffe pendant la bataille de France. Après l'armistice du 22 juin 1940, il est mis en congé du personnel navigant et admis à faire valoir ses droits à la retraite en février 1941. Installé à Vichy, il organise avec l'aide de la Croix-Rouge un service de transport aérien permettant le ravitaillement des camps d'internement de la zone sud. Parallèlement, il met en place un réseau de renseignement lui permettant d'obtenir de précieux renseignement sur les activités de la Luftwaffe.
En 1941, il est contacté par Maurice Ripoche pour intégrer le mouvement de résistance Ceux de la Libération (CDLL) dont il devient membre du comité directeur. Chargé de constituer un service de transport automobile devant être mobilisé en cas de débarquement allié, il parvient à rassembler plusieurs centaines de véhicules mais est gravement blessé en février 1943 au cours de l'une de ces missions. Lors de sa convalescence, il s'installe à Paris et entre en contact avec Roger Coquoin qui le nomme chef militaire de l'armée secrète pour la capitale. En septembre 1943, il est désigné pour représenter CDLL à Alger devant l'assemblée consultative provisoire. Mais Roger Coquoin, qui avait pris la succession de Maurice Ripoche, est arrêté et Émile Ginas reste en France pour prendre la tête de Ceux de la Libération. Il siège à l'Assemblée consultative provisoire à Paris jusqu'en août 1945, enregistré  sous son deuxième prénom, Jean,.
Le 19 janvier 1944, il est arrêté par la Gestapo et interné à la prison de Fresnes où il subit de longues tortures. En mars 1944, il est transféré au camp de Royallieu, à Compiègne, d'où il est libéré le 26 août 1944 lors de l'arrivée des troupes américaines.

### Après-guerre
Réintégré dans l'armée d'active du fait de ses activités de résistance, il est promu général de brigade aérienne en décembre 1946 avant d'être placé en 2e section en 1947. En 1954, il fonde la confédération nationale des combattants volontaires de la résistance dont il sera le président jusqu'à sa mort,. À la tête de cette organisation, il est notamment l'instigateur d'un prix national de la résistance qui débouchera en 1961 sur la création du concours national de la résistance et de la déportation.
Émile Ginas meurt le 3 novembre 1975 à Boulogne-Billancourt et est inhumé au cimetière du Montparnasse (division 1) à Paris.

## Décorations
|  |  |  |  |  |  |
|  |  |  |  |  |  |
|  |  |  |  |  |  |

| Grand-croix de la Légion d'honneur                                                                 | Grand-croix de la Légion d'honneur                                                                 | Compagnon de la Libération           | Compagnon de la Libération                 | Grand-croix de l'Ordre national du Mérite                               | Grand-croix de l'Ordre national du Mérite                               |
| Croix de guerre 1914-1918 Avec une palme de bronze, une étoile de vermeil et deux étoiles d'argent | Croix de guerre 1914-1918 Avec une palme de bronze, une étoile de vermeil et deux étoiles d'argent | Croix de guerre 1939-1945 Avec palme | Croix de guerre 1939-1945 Avec palme       | Croix de guerre TOE Avec trois palmes de bronze et une étoile de bronze | Croix de guerre TOE Avec trois palmes de bronze et une étoile de bronze |
| Médaille de la Résistance française                                                                | Médaille de la Résistance française                                                                | Médaille de la Résistance française  | Commandeur de l'Ordre du Mérite combattant | Commandeur de l'Ordre du Mérite combattant                              | Commandeur de l'Ordre du Mérite combattant                              |